# Thurmont
Thurmont és una població dels Estats Units a l'estat de Maryland. Segons el cens del 2000 tenia 5.588 habitants.

## Demografia
Segons el cens del 2000, Thurmont tenia 5.588 habitants, 2.119 habitatges, i 1.568 famílies. La densitat de població era de 726,4 habitants per km².
Dels 2.119 habitatges en un 39,8% hi vivien nens de menys de 18 anys, en un 60,9% hi vivien parelles casades, en un 9,1% dones solteres, i en un 26% no eren unitats familiars. En el 20,8% dels habitatges hi vivien persones soles el 8,8% de les quals corresponia a persones de 65 anys o més que vivien soles. El nombre mitjà de persones vivint en cada habitatge era de 2,64 i el nombre mitjà de persones que vivien en cada família era de 3,06.
Per edats la població es repartia de la següent manera: un 28,4% tenia menys de 18 anys, un 6,6% entre 18 i 24, un 34,7% entre 25 i 44, un 20% de 45 a 60 i un 10,3% 65 anys o més.
L'edat mediana era de 34 anys. Per cada 100 dones de 18 o més anys hi havia 93,2 homes.
La renda mediana per habitatge era de 49.530 $ i la renda mediana per família de 56.138 $. Els homes tenien una renda mediana de 37.804 $ mentre que les dones 27.266 $. La renda per capita de la població era de 20.474 $. Entorn del 4% de les famílies i el 6,1% de la població estaven per davall del llindar de pobresa.

## Poblacions més properes
El següent diagrama mostra les poblacions més properes.